# Elezioni presidenziali in Serbia del 2012
Le elezioni presidenziali in Serbia del 2012 si tennero il 6 maggio (primo turno, contestuale alle elezioni parlamentari e locali) e il 20 maggio (secondo turno).
Indette dopo le dimissioni del presidente Boris Tadić, le elezioni si svolsero anticipatamente al fine di concentrare le varie tornate elettorali in un unico giorno; il presidente dell'Assemblea Nazionale, Slavica Đukić Dejanović, aveva frattanto assunto la funzione di presidente della repubblica ad interim.
Le elezioni videro la vittoria del candidato del Partito Progressista Serbo Tomislav Nikolić.

## Risultati
| Candidati          | Partiti                                        | I turno   | I turno | II turno  | II turno |
| Candidati          | Partiti                                        | Voti      | %       | Voti      | %        |
| ------------------ | ---------------------------------------------- | --------- | ------- | --------- | -------- |
| Tomislav Nikolić   | Partito Progressista Serbo                     | 979 216   | 25,04   | 1 552 063 | 49,53    |
| Boris Tadić        | Partito Democratico                            | 989 454   | 25,30   | 1 481 952 | 47,29    |
| Ivica Dačić        | Partito Socialista di Serbia                   | 556 013   | 14,22   |           |          |
| Vojislav Koštunica | Partito Democratico di Serbia                  | 290 861   | 7,44    |           |          |
| Zoran Stanković    | Regioni Unite di Serbia                        | 257 054   | 6,57    |           |          |
| Čedomir Jovanović  | Movimento "Inversione"                         | 196 668   | 5,03    |           |          |
| Jadranka Šešelj    | Partito Radicale Serbo                         | 147 793   | 3,78    |           |          |
| Vladan Glišić      | Dveri                                          | 108 303   | 2,77    |           |          |
| István Pásztor     | Alleanza degli Ungheresi di Voivodina          | 63 420    | 1,62    |           |          |
| Zoran Dragišić     | Movimento dei Lavoratori e dei Contadini       | 60 116    | 1,54    |           |          |
| Muamer Zukorlić    | Indipendente sostenuto dalla comunità islamica | 54 492    | 1,39    |           |          |
| Danica Grujičić    | Alleanza Socialdemocratica                     | 30 602    | 0,78    |           |          |
| Totale             | Totale                                         | 3 911 136 | 100     | 3 133 682 | 100      |

## Candidati
- Boris Tadić, come candidato del Partito Democratico dopo le dimissioni ha annunciato di ricandidarsi per la terza volta[2]. Nel primo turno è arrivato al primo posto col 25,3%, mentre al secondo turno ha ottenuto ilo 48,8% ed è stato sconfitto da Nikolić[3].
- Tomislav Nikolić, come candidato del Partito Progressista Serbo[4]. Nonostante sia arrivato al secondo posto nel primo turno col 25,1% il 20 maggio nel secondo turno con il 51,2% delle preferenze ha battuto Tadić[3].
- Vojislav Koštunica, come candidato del Partito Democratico di Serbia, già Primo ministro di Serbia (2004-2008) e Presidente della Jugoslavia (2000-2003)[5].
- Ivica Dačić, come candidato del Partito Socialista di Serbia, ministro dell'Interno e vicepremier dal 2008[6].
- Čedomir Jovanović, come candidato del Partito Liberal-Democratico e del Movimento del Rinnovamento Serbo[7].
- Jadranka Šešelj, come candidata del Partito Radicale Serbo e moglie del presidente del partito Vojislav Šešelj[8].
- Zoran Stanković, come candidato della coalizione Regioni Unite di Serbia, ministro della salute dal 2008 e già ministro della difesa (2007-2008)[9].
- Vladan Glišić, come candidato di Dveri Srpske - Movimento per la Vita della Serbia.
- István Pásztor, come candidato dell'Alleanza degli Ungheresi di Voivodina[10].
- Zoran Dragišić, come candidato del Movimento dei Lavoratori e dei Contadini.
- Muamer Zukorlić, Gran Muftì della Comunità Islamica in Serbia.
- Danica Grujičić, come candidata dell'Alleanza Socialdemocratica.

## Sondaggi

### I turno
|                    | Data              | Tadić | Nikolić | Dačić | Jovanović | Koštunica | Stanković | Šešelj | Fonte  | Note                          |
| ------------------ | ----------------- | ----- | ------- | ----- | --------- | --------- | --------- | ------ | ------ | ----------------------------- |
| Faktor Plus        | 14–22 aprile 2012 | 35,7  | 36,1    | 11,3  | 5,7       | 4,5       |           | 3,0    | [ 11 ] |                               |
| Partner Consulting | 11 aprile 2012    | 26,5  | 30,0    | 11,4  | 5,8       | 5,1       | 3,7       | 3,1    | [ 12 ] |                               |
| Faktor Plus        | 2–8 aprile 2012   | 35,8  | 35,7    | 11,2  | 5,6       | 4,0       |           |        | [ 13 ] |                               |
| eizbori.com        | 2–5 aprile 2012   | 31,6  | 29,7    | 12,4  | 5,9       | 9,1       |           |        | [ 14 ] | 8,1 Vojislav Šešelj 3,1 Altri |

### II turno
| Fonte         | Data           | Tadić | Nikolić |
| ------------- | -------------- | ----- | ------- |
| Ipsos Puls TV | 10 maggio 2012 | 58,0  | 41,0    |